# Dithiaan
Dithiaan is een heterocyclische organische verbinding met als brutoformule C4H8S2. De structuur bestaat uit een cyclohexaanmolecule, waarbij 2 koolstofatomen zijn vervangen door zwavelatomen. Er bestaan 3 isomeren van dithiaan:
- 1,2-dithiaan (CAS-nummer 505-20-4)
- 1,3-dithiaan (CAS-nummer 505-23-7)
- 1,4-dithiaan (CAS-nummer 505-29-3)

## Toepassingen
1,3-dithianen worden veel gebruikt in zogenaamde ompolingsreacties. Dit zijn organische reacties die inwerken op functionele groepen, met als doel de polariteit van deze groepen om te draaien. Ze zijn ook een beschermende groep voor carbonylbevattende verbindingen.